# Amyntaio
Amyntaio (Grieks: Αμύνταιο) is sedert 2011 een fusiegemeente (dimos) in de Griekse bestuurlijke regio (periferia) West-Macedonië.
De zes deelgemeenten (dimotiki enotita) van de fusiegemeente zijn:
- Aetos (Αετός)
- Amyntaio (Αμύνταιο)
- Filotas (Φιλώτας)
- Lechovo (Λέχοβο)
- Nymfaio (Νυμφαίο)
- Variko (Βαρικό)

## Geboren
- Nikos Dabizas (1973), Grieks voetballer